# Partido Galego do Proletariado
El Partido Galego do Proletariado (PGP) (Partido Gallego del Proletariado) fue un partido político español de ámbito gallego de carácter independentista y marxista-leninista formado en 1978 al adoptar ese nombre la Unión do Povo Galego-liña proletaria (en español: Unión del Pueblo Gallego-línea proletaria), la cual se consideraba continuadora de la Unión do Povo Galego (UPG).

## Historia
En 1979 varios candidatos del PGP se presentaron en las elecciones municipales de ese año como candidatos independientes en las listas de Unidade Galega (UG). En estas elecciones el PGP consiguió que tres de sus candidatos fuesen electos como concejales en Santiago de Compostela, Monforte de Lemos y Vilaboa. El PGP también constituyó una plataforma que concurrió a las elecciones municipales en Vigo y apoyó a otras listas, obteniendo dos concejales en Salvatierra de Miño. El PGP también presentó varias listas, bajo la denominación común de Agrupación Electoral Galicia Ceibe en otros municipios, sin conseguir representación.
Tras las elecciones municipales, el PGP formó Galiza Ceibe-OLN como su "frente de masas" y Loita Armada Revolucionaria (LAR) como su "brazo armado". El surgimiento de LAR provocó la detención en 1980 de varios líderes del PGP, incluyendo a Xosé Luís Méndez Ferrín. El partido también tuvo una destacable influencia en el sindicato nacionalista INTG.
El PGP dejó de funcionar en ese mismo año de 1980.
- Datos: Q3324157